# Tinerii (film din 1961)
Tinerii (titlul original: în engleză The Young Ones) este un film de comedie-muzicală englez, realizat în 1961 de regizorul Sidney J. Furie, și îi are în rolurile principale pe Cliff Richard, Robert Morley în rolul tatălui său, Carole Gray în rolul iubitei și The Shadows în rolul formației sale.

## Conținut
Povestea este despre un membru al unui club de tineret și cântăreț în devenire, Nicky și prietenii săi, care încearcă să-și salveze clubul din West End-ul Londonez de un dezvoltator imobiliar milionar fără scrupule, Hamilton Black, care plănuiește să-i evacueze pentru a face loc unui complex mare de birouri.
Membrii decid să organizeze un spectacol de varietăți, ca să strângă banii necesari pentru o reînnoire a contractului de închiriere. Surpriza din poveste este că Nicky este fiul lui Hamilton Black, lucru pe care îl ține secret față de prietenii săi până când unii dintre ei încearcă să-l răpească pe Black, pentru a-l împiedica să oprească spectacolul. Deși se luptă cu tatăl său pentru viitorul clubului, Nicky nu le permite să-i facă rău, așa că îi atacă pe răpitori și îl eliberează pe tatăl său.
Între timp, Hamilton Black și-a dat seama că fiul său este cântărețul misterios despre care vorbește toată Londra, după ce membrii clubului de tineret au făcut niște emisiuni pirat pentru a-și promova emisiunea. Așa că, deși tocmai a cumpărat teatrul unde urmează să aibă loc spectacolul pentru a-l putea opri, mândrul tată hotărăște ca spectacolul să continue. La final, se alătură membrilor clubului de tineret pe scenă, dansând și cântând, după ce le-a promis că le va construi un nou club de tineret.

## Distribuție
- Cliff Richard – Nicky
- Robert Morley – Hamilton Black
- Carole Gray – Toni
- The Shadows – întreaga formație
- Teddy Green – Chris
- Richard O'Sullivan – Ernest
- Melvyn Hayes – Jimmy
- Annette Robertson – Barbara
- Robertson Hare – șoferul
- Sonya Cordeau – Dorinda Morell
- Sean Sullivan – Eddie
- Harold Scott – Dench
- Gerald Harper – Watts
- Rita Webb – femeia din magazin

## Melodii din film
Melodiile din coloana sonoră a filmului se află pe discul de vinil Cliff Richard And The Shadows – The Young Ones,  Columbia – 33SX 1384 (1961), și cuprinde următoarele melodii:
1. „Nothing's Impossible” compusă de Peter Myers și Ronald Cass, interpretată de Cliff Richard și Grazina Frame
2. „All for One” compusă de Peter Myers și Ronald Cass, interpretată de distribuție
3. „Got a Funny Feeling” compusă de Bruce Welch și Hank B. Marvin, interpretată de Cliff Richard
4. „We Say Yeah” compusă de Peter Gormley, Bruce Welch and Hank B. Marvin, interpretată de Cliff Richard și The Shadows
5. „Peace Pipe” compusă de Norrie Paramor, interpretată de The Shadows
6. „The Savage” compusă de Norrie Paramor, interpretată de The Shadows
7. „The Young Ones” compusă de Sid Tepper și Roy C. Bennett, interpretată de Cliff Richard și The Shadows
8. „What Do You Know, We've Got A Show” compusă de Peter Myers și Ronald Cass, interpretată de Cliff Richard și distribuție
9. „Friday Night” compusă de Peter Myers și Ronald Cass, interpretată de distribuție
10. „No-one for Me But Nicky” compusă de Peter Myers și Ronald Cass, interpretată de Grazina Frame
11. „Just Dance” compusă de Peter Myers și Ronald Cass, interpretată de Cliff Richard și distribuție
12. „Lessons in Love” compusă de Shirley Wolf și Sy Soloway, interpretată de Cliff Richard și Patti Brook
13. „Mood Mambo” compusă de Stanley Black, interpretată de The Associated British Studio Orchestra
14. „The Girl in Your Arms” compusă de Sid Tepper și Roy C. Bennett, interpretată de Cliff Richard
15. „Living Doll” compusă de Lionel Bart, interpretată de Cliff Richard în medley-ul „You Got A Show”
16. „Where Did You Get that Hat?” (nemenționat), compusă de Joseph J. Sullivan, interpretată de distribuție în medley-ul „You Got A Show”
17. „(It's) Wonderful To Be Young” (doar imprimarea în US), compusă de Burt Bacharach și Hal David, interpretată de Cliff Richard
18. „Lonely Man Theme” (nemenționat), compusă de Cliff Adams